# Neji Jouini
Neji Jouini (12 agosto 1949) è un ex arbitro di calcio tunisino.

## Carriera
È famoso per aver arbitrato in due Campionati mondiali di calcio: nel 1990, in occasione della gara Brasile-Costa Rica (1-0) e nel 1994, nelle gare Romania-Svizzera (1-4) e Argentina-Bulgaria (0-2).
Nominato internazionale nel 1982, vanta la partecipazione ad altre importanti manifestazioni internazionali: i Mondiali Under-17 del 1987 in Canada, i Mondiali Under-20 del 1989 in Arabia Saudita, le edizioni della Coppa d'Asia del 1988 e del 1992 e le edizioni della Coppa d'Africa del 1990 e del 1992.
Termina la carriera nel 1994 per raggiunti limiti d'età.